# アンリ1世 (コンデ公)
アンリ1世・ド・ブルボン＝コンデ（Henri Ier de Bourbon-Condé, 1552年12月29日 - 1588年3月5日）は、第2代コンデ公。コンデ公ルイ1世の息子。父と同様にユグノー派の一員としてユグノー戦争を戦った。
最初の妻で従妹であるマリー・ド・クレーヴ（1553年 - 1574年）との間に1女をもうけた。
- カトリーヌ（1575年 - 1595年）

2度目の妻シャルロット・ド・ラ・トレモイユ（1568年 - 1629年）との間に1男1女をもうけた。
- エレオノール（1587年 - 1619年） - オラニエ公フィリップス・ヴィレムと結婚。
- アンリ2世（1588年 - 1646年）